# 称念寺 (奈良市)
称念寺（しょうねんじ）は、奈良市にある浄土宗の寺院。

## 歴史
往古は法相宗で築地之内にあった草庵が起源と伝わる。
仁安2年（1167年）、俊乗坊重源が入宋して善導大師の旧跡終南山悟真寺にいたり、大師の尊像を懇願した。翌年日本に戻り、この寺を再建したという。よって開基は重源とされる。
後に広瀬郡細井戸村浄土寺の第3世頓誉が阿弥陀如来を祀り、浄土信仰の寺とした。
第2代は誠誉で、現在は中興から第28世と言われる。
木辻遊廓内にあったため、廓内娼妓死亡の際には引導寺となり、往生浄土の回向を扱ってきたという。

## 境内

### 本堂
内陣に宮殿厨子があり、中に本尊阿弥陀如来と観音・勢至の両脇侍を祀っている。左右に善導大師立像と法然坐像を安置する。この善導大師像は中国伝来とされ、下半身には金箔が施されていない。
昭和49年に修理を行ったが、寛永年間改築の棟札があったという。

### 愛染堂
愛染明王・厨子入歓喜天・不動明王を祀る。

### 芭蕉の句碑
元禄7年（1694年）9月9日、芭蕉が当寺に休憩した際、

菊能香也奈良爾盤婦留幾仏達
（きくのかや ならにはふるき ほとけたち）

の句を詠んだ。寛政5年（1793年）に芭蕉百回忌が行われた際、本堂前にこの句の碑が建てられ、現在まで残る。

### 六字名号碑
本堂前の無縁塔（納骨堂）や墓地には、室町時代からの碑がいくつか残っているが、中でも重要なものに、無縁塔頂上の大きい板碑型六字名号碑がある。これは慶長19年（1614年）10月に建立されたもので、第2代玄蓮社誠誉上人の名がある。